# 三業四化
三業四化是中華民國經濟部於2011年底開始構思提出的一種產業結構提升方案，屬於經濟動能推升方案的一環，與自由經濟示範區、兩岸ECFA、服貿貨貿協議互相配合的政策。
2008年全球金融海嘯後經濟陷入困境，勞工階層普遍薪資微薄，中華民國行政院認為與產業結構低階、低附加價值有關，尤其之前已經堆動數年的新鄭和計畫擴展海外出口推銷，成效並不明顯，以台灣較為擅長的資通訊硬體製造也逐漸在國際上不敵三星、華為等巨型企業的產品與服務，所以必須加強產業內容升級，類似安倍經濟學中第三枝箭的調結構策略。

## 內容
- 製造業服務化
- 服務業科技化與國際化
- 傳統產業特色化

實行方式則為科技加值、設計加值、地方人文加值。

## 參看
- 星火計畫